# متحف ما قبل التاريخ
المتحف الوطني لعصور ما قبل التاريخ (بالفرنسية: Musée national de Préhistoire) هو مؤسسة فرنسية أسسها دينيس بيروني عام 1918 في بلدية ليه إيزي دو تاياك (بلدية ليه إيزي الآن)، في دوردوني. افتتح المتحف رسميًا في 30 سبتمبر 1923، ويقع في ما كان يُعرف سابقًا بقلعة تاياك، والتي اشترتها الدولة لهذا الغرض في عام 1913. في عام 2004، افتتح متحف جديد، صممه جان بيير بوفي، على واجهة الجرف الرمزية في ليه إيزي.

## العرض
يقدم المتحف الوطني لعصور ما قبل التاريخ ماضيًا غنيًا بشكل استثنائي في موقعه، ويحافظ على حوالي 6 ملايين قطعة. يقع هذا المتحف في قلب "موقع متحف وادي فيزير"، والذي أعلنته اليونسكو موقعًا للتراث العالمي في عام 1979 لأهمية بقايا العصر الحجري القديم، وانعكاسًا للتوسع السريع في البحث الأثري، ويضم الآن واحدة من أهم مجموعات العصر الحجري القديم في فرنسا: صناعة الحجر والعظام، والأثاث الفني، والمدافن، والحيوانات، وأول مجموعة في العالم من فن العصر الحجري القديم على كتل محفورة أو منحوتة.
يكشف المتحف عن الآثار القديمة التي تركها الإنسان في فرنسا. في عدد لا يحصى من صناديق العرض، والأدوات الحجرية، والقطع الأثرية المصنوعة من العظام والعاج، وإعادة بناء الإنسان ما قبل التاريخ والحيوانات المنقرضة بالحجم الطبيعي، وفهم التطور البشري على مدى الأربعمائة ألف عام الماضية، يتم عرضها جميعًا في إطار معماري معاصر.

## وصلات خارجية
- الموقع الرسمي